# St. Antonius Ziekenhuis (sneltramhalte)
St. Antonius Ziekenhuis is een van de haltes van de Utrechtse sneltram en is gelegen in de stad Nieuwegein aan de achterzijde van het St. Antonius Ziekenhuis. De halte ligt aan lijn 21 richting IJsselstein-Zuid.
Het is de eerste stop na de splitsing van lijnen 20 en 21.
In februari 2005 en in de zomer van 2020 zijn enkele haltes van deze tram gerenoveerd, zo ook halte St. Antonius Ziekenhuis.
Vroeger beschikte deze halte in tegenstelling tot de andere haltes over drie perronsporen. Het kopspoor werd echter niet voor de reizigersdienst gebruikt, maar deed een heel enkele keer dienst als opstelspoor voor werktreinen. Met de verlaging van de perrons in 2020 is het kopspoor verwijderd.
P+R Science Park · WKZ/Máxima · UMC Utrecht · Heidelberglaan · Padualaan · De Kromme Rijn · Stadion Galgenwaard · Station Utrecht Vaartsche Rijn · CS Centrumzijde · CS Jaarbeursplein · Graadt van Roggenweg · 24 Oktoberplein-Zuid · Winkelcentrum Kanaleneiland · Vasco da Gamalaan · Kanaleneiland Zuid · P+R Westraven · Zuilenstein · Batau-Noord · Wijkersloot · Nieuwegein City · St. Antonius Ziekenhuis · Doorslag · Hooghe Waerd · Clinckhoeff · Eiteren · Achterveld · Binnenstad · IJsselstein-Zuid